# Thomas Moran

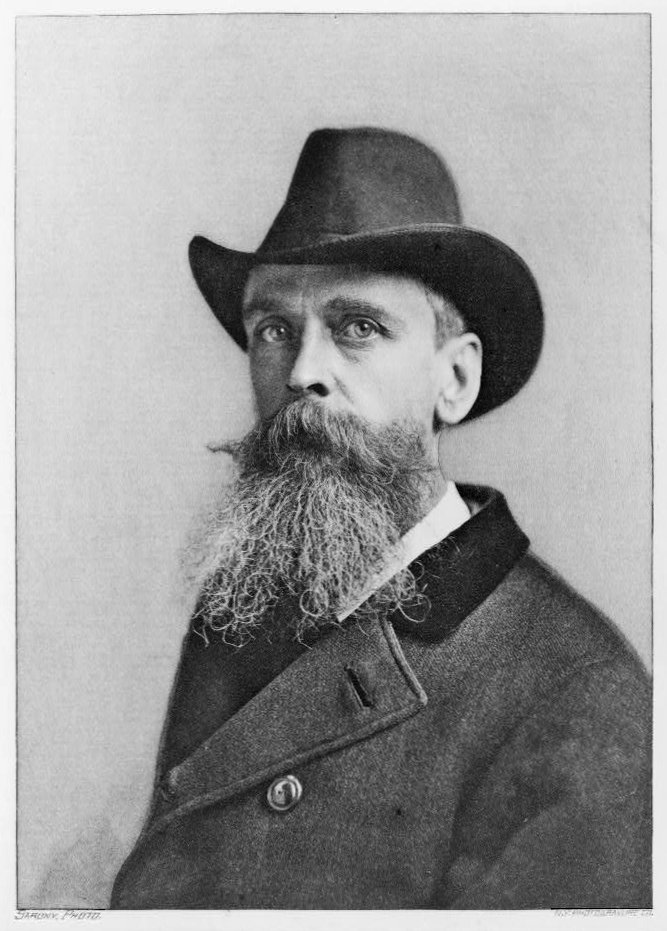
Een portret van Thomas Moran (jaren 1890) door Napoleon Sarony

Thomas Moran (Bolton, 12 februari 1837 – Santa Barbara, 25 augustus 1926) was een Engels-Amerikaans kunstschilder en etser.
Moran was een exponent van de romantische Hudson River School en – samen met Albert Bierstadt, Thomas Hill en William Keith – van de Rocky Mountain School van landschapschilders. Morans stijl kan bovendien gezien worden als een voorbeeld van het Amerikaanse luminisme, waarbij uitgebreid geëxperimenteerd wordt met licht- en atmosferische effecten.
Zijn bekendste werken tonen de Rocky Mountains, vaak in of rond het Yellowstone National Park. Samen met de fotograaf William Henry Jackson droeg Moran bij aan de popularisering van Yellowstone en de oprichting van het nationale park in 1871. 
Mount Moran, in het naast Yellowstone gelegen Grand Teton National Park, is naar Thomas Moran vernoemd. Zijn huis in New York is erkend als National Historic Landmark.

## Geselecteerde werken

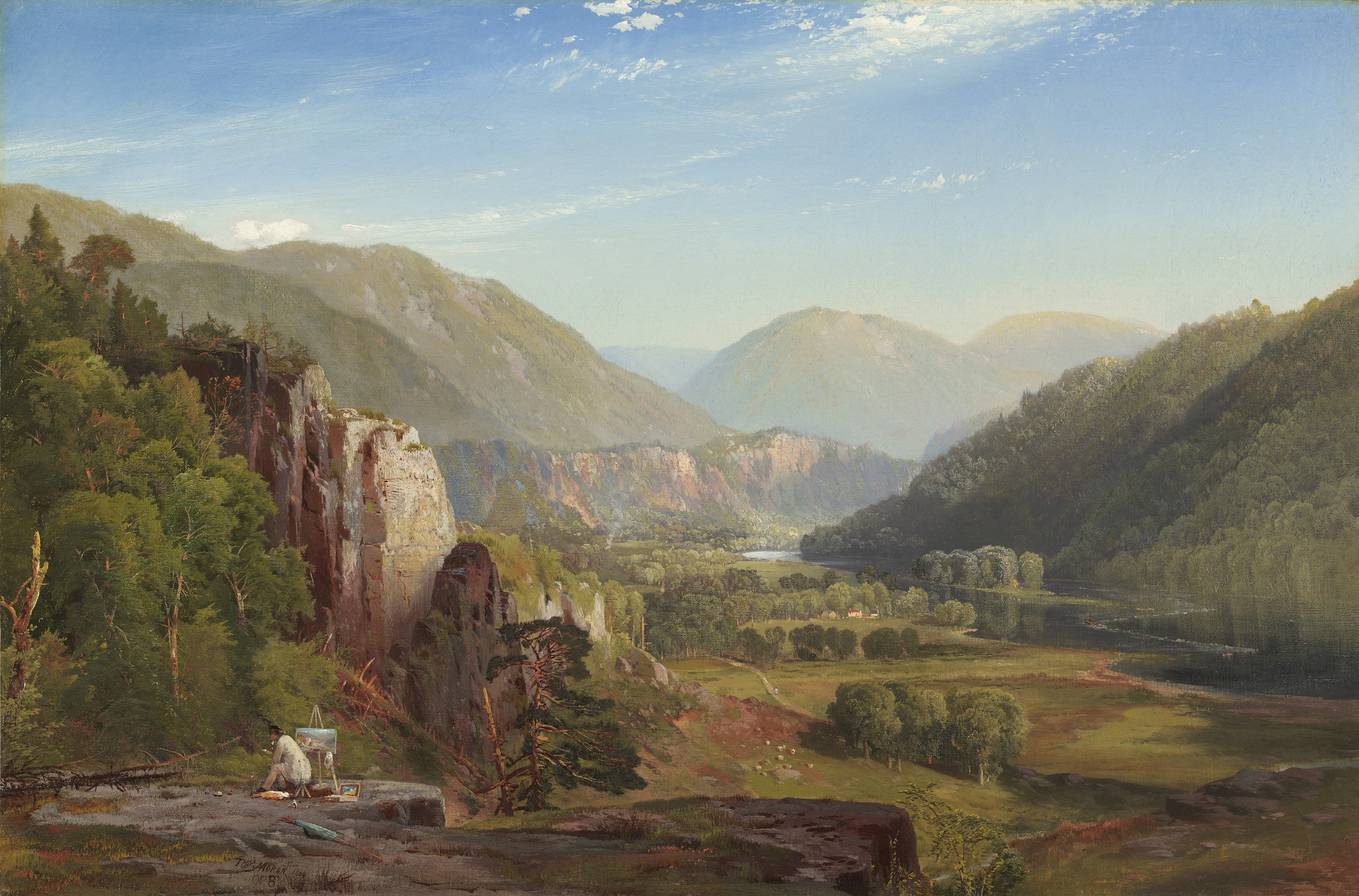
The Juniata, Evening (1864)
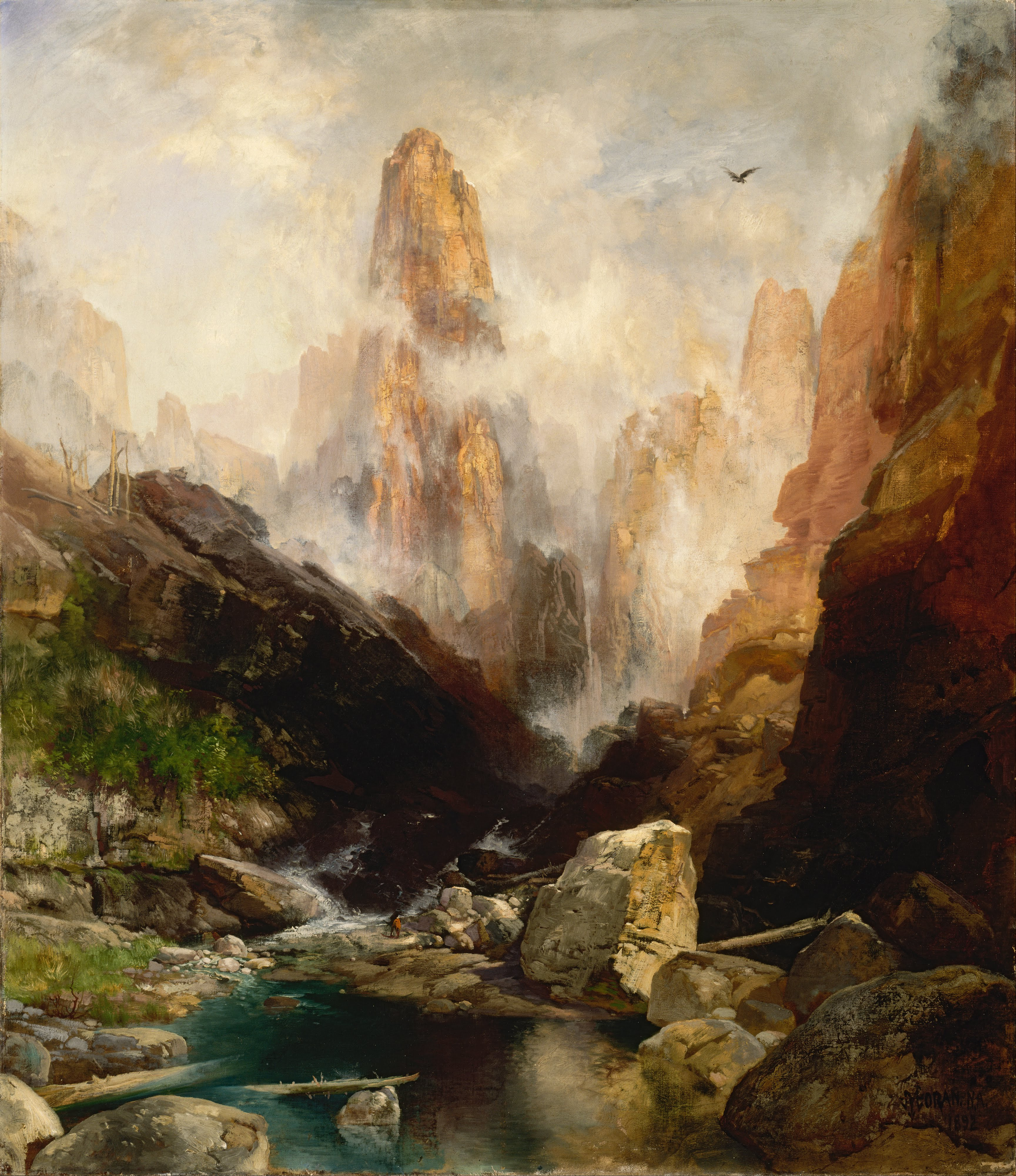
Mist in Kanab Canyon, Utah (1892)
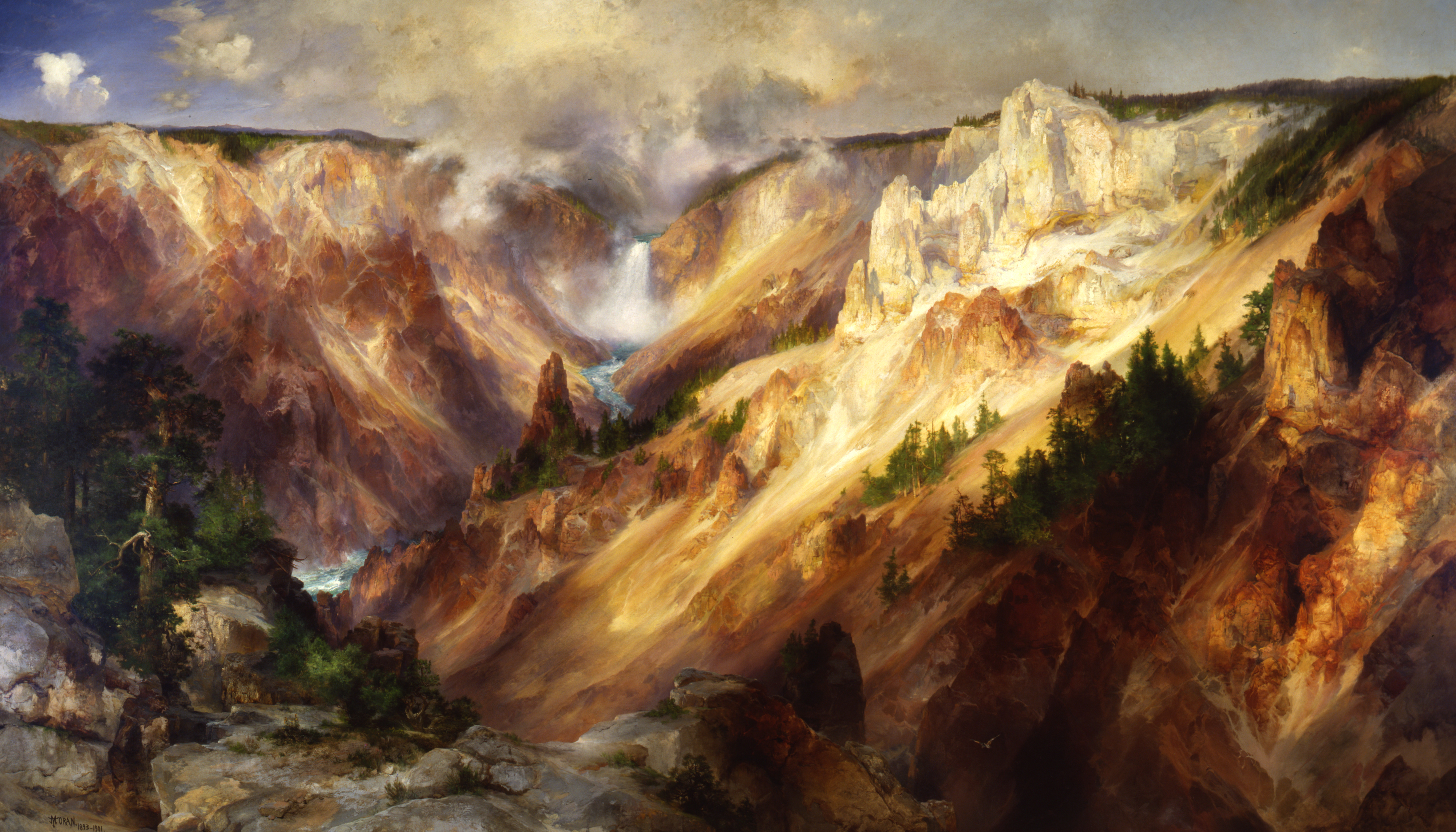
The Grand Canyon of the Yellowstone (1893-1901)
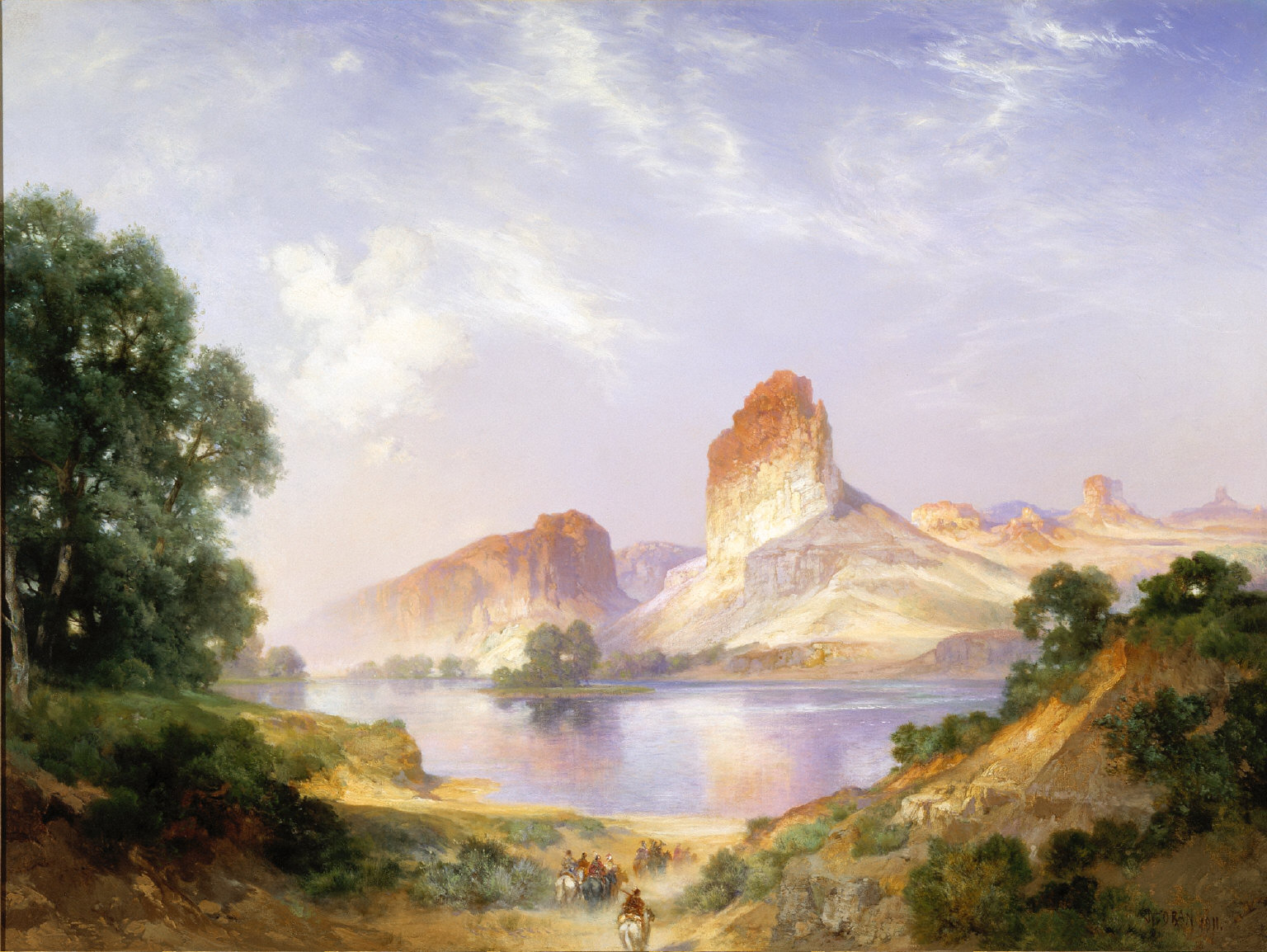
An Indian Paradise (Green River, Wyoming) (1911)

- Bibsys: 1615358756223
- Bibliothèque nationale de France: cb135551677 (data)
- Stuttgart Database of Scientific Illustrators 1450–1950: 1800
- Gemeinsame Normdatei: 11910640X
- International Standard Name Identifier: 0000 0001 1167 1131
- Library of Congress Control Number: n80034209
- MusicBrainz: 27b63448-1ebb-4146-8caa-3c1116e41e61
- Nationale Bibliotheek van Tsjechië: xx0329833
- Nationale Bibliotheek van Israël: 987007265677205171
- Nederlandse Thesaurus van Auteursnamen: 070814392
- PIC: 13612
- RKD-Nederlands Instituut voor Kunstgeschiedenis: 57602
- Istituto Centrale per il Catalogo Unico: RMSV099842
- SNAC: w6z321cn
- Système universitaire de documentation: 050823620
- Union List of Artist Names: 500015257
- Virtual International Authority File: 54950684
- WorldCat: E39PBJgt8CMwmFFcfRY4t46HYP